# Drainagematte
Drainagematten (auch Drainmatten, Drainagesysteme, Flächendrainagen) sind industriell gefertigte Matten, die seit Beginn der 1980er Jahre als Drainageschicht für den Unterbau von Balkonen und Terrassen zum Schutz vor Frostschäden eingesetzt werden. 
Diese Drainagematten können sowohl bei fest als auch bei lose verlegten Belägen oder Natursteinen eingesetzt werden. Die Drain- oder Entwässerungskanäle schützen vor Schäden durch Feuchtigkeit oder Spannungen. 
Bei verklebten Belägen (z. B. Fliesen) werden die Drainagematten zwischen Belag und Unterkonstruktion (z. B. Estrich oder Kleberbett) eingebaut. Sie verhindern, dass sich das über die Fugen eindringende Sickerwasser in der Konstruktion staut und dadurch Schäden wie Ausblühungen oder Frostschäden verursacht.  
Bei losen Belägen ersetzen Drainagematten Stelzlager oder werden unter Kies- bzw. Splittschichten eingesetzt. Der Grund dafür ist, dass sie Wasser deutlich besser ableiten als Kies oder Splitt (Studie des Instituts für textile Bau- und Umwelttechnik (tBU), 2004). Auch wenn heute Kies und Splitt immer noch die häufigsten Belagsträger in diesem Bereich sind, gibt es eine Entwicklung hin zu diesen langlebigeren Lösungen, die in erster Linie von Fachbetrieben (vor allem Fliesenleger und Dachdecker) verarbeitet werden.
Häufig werden Drainagematten zusammen mit passenden Drainrosten eingesetzt, die am Übergang von Balkon oder Terrasse in den Innenraum eingebaut werden. Diese Roste fangen Wasser von Oberflächen und Fassaden auf und leiten es in die Flächendrainage ab. Diese Roste gibt es auch als barrierefreie Lösung für rollstuhlgerechte Übergänge.
Eine Weiterentwicklung der Drainagematte sind z. B. Terrassone-Platten unter der die Drainage bereits fertig, werksseitig installiert wurde. Die Terrassone-Platte ist eine Kombination aus Drainage und fertigem Fußboden. In dieser Ausführung besteht das Drainagesystem nicht aus Matten, sondern aus einer Kombination von ofengetrocknetem Splitt (Edelsplitt Körnung 2–5) und verschiedenen Kunstharzen (z. B. Polyesterharz). Die Drainage wird durch eine aufproduzierte Fliese (in der Regel aus Feinsteinzeug oder Granit oder andere witterungsbeständige Natursteine abgedeckt und dient gleichzeitig als fertiger Bodenbelag für den Außenbereich.